# Hoyos del Collado
Hoyos del Collado település Spanyolországban, Ávila tartományban. Hoyos del Collado San Martín de la Vega del Alberche, Hoyos del Espino és San Juan de Gredos községekkel határos. Lakosainak száma 30 fő (2024).

## Népesség
A település népessége az utóbbi években az alábbiak szerint változott:
| Lakosok száma | 46   | 40   | 39   | 38   | 37   | 33   | 37   | 33   | 31   | 30   |
|               | 2001 | 2004 | 2006 | 2009 | 2011 | 2014 | 2016 | 2019 | 2021 | 2024 |